# Rupandehi (huyện)
Rupandehi (tiếng Nepal:रुपन्देही) là một huyện thuộc khu Lumbini, vùng Tây Nepal, Nepal. Huyện này có diện tích 1360 km², huyện lỵ đóng ở Siddharthanagar. Theo điều tra dân số năm 2011, huyện Rupandehi có dân số 880.196 người.
Lumbini, nơi sinh của Tất-đạt-đa Cồ-đàm, nằm ở huyện Rupandehi. Devdaha, nơi sinh của Mayadevi (mẹ của Tất-đạt-đa Cồ-đàm) cũng thuộc huyện Rupandehi.

## Dân số
Biến động dân số giai đoạn 1952-2001:
| Năm    | 1971   | 1981   | 1991   | 2001   |
| ------ | ------ | ------ | ------ | ------ |
| Dân số | 243346 | 379096 | 522150 | 708419 |